# Ciklamen
‎Ciklamen je realistični roman slovenskega narodnozavednega pisatelja Janka Kersnika, ki je izšel leta 1883 v Ljubljanskem zvonu.

## Vsebina
Zgodba se dogaja leta 1877, dogodki V. poglavja pa leta 1872. Pisatelj opisuje ljudi in življenje v Borju, podeželskem trgu na Kranjskem. V ospredju pripovedi je ljubezenska zgodba, katere junak je  podeželski odvetnik Dr. Hrast. Zaljubi se v nemško guvernanto Elzo, vendar ni posebno prizadet, ko se ta poroči z nemškutarskim graščakom Medenom. Svoje zanimanje raje obrne na svojo mladostniško ljubezen Katinko, zdaj ženo bolnega bogatega posestnika. Po smrti njenega moža se Dr. Hrast z njo poroči. 
Pisatelj se ne omejuje samo na ljubezensko zgodbo; veliko pozornosti posveča tudi opisom okolja in prikazovanju družabnih prireditev v čitalnici. Podrobno opisuje stranske osebe, ki dopolnjujejo sliko življenja na podeželskem trgu. Poudarja tudi slovensko narodno zavest in po tem vrednoti osebe, ki nastopajo v delu.

### Osebe
- Dr. Hrast: odvetnik na Borju, ki si sprva prizadeva za Elzino naklonjenost, nato pa ga premaga stara ljubezen
- Bole: bogat posestnik z gradu Drenovo
- Elza Mueller: guvernanta z Drenovega, ki se nikakor ne more odločiti, kdo je zanjo boljši: Dr. Hrast ali Meden
- Anton Meden: Elzin snubec, nemškutar in graščak na Borju
- Katinka Ilovski: nekdanja ljubezen Dr. Hrasta